# Valdivia, Antioquia
Valdivia är en kommun i Colombia.   Den ligger i departementet Antioquía, i den nordvästra delen av landet. 